# Отовозеро
Отовозеро — пресноводное озеро на территории Кривецкого сельского поселения Пудожского района Республики Карелии.

## Общие сведения
Площадь озера — 2,2 км², площадь водосборного бассейна — 83,3 км². Располагается на высоте 121,9 метров над уровнем моря.
Форма озера лопастная, продолговатая: оно почти более чем на четыре километра вытянуто с юго-запада на северо-восток. Берега каменисто-песчаные, преимущественно возвышенные.
Из юго-западной оконечности озера вытекает река Отовожа, впадающая в реку Сомбу, которая является притоком реки Водлы, впадающей в Онежское озеро.
Острова на озере отсутствуют.
У юго-западной оконечности озера проходит просёлочная дорога, положенная на место разобранной УЖД.
Населённые пункты вблизи водоёма отсутствуют.
Код объекта в государственном водном реестре — 01040100411102000019533.